# Gare de Nucourt
La gare de Nucourt était une gare ferroviaire française de la ligne de Chars à Magny-en-Vexin, située sur le territoire de la commune de Nucourt, dans le département du Val-d'Oise en région Île-de-France.
Elle est mise en service en 1871 par la Compagnie du chemin de fer de Magny-en-Vexin à Chars.

## Situation ferroviaire
Établie à 99 m d'altitude, la gare de Nucourt était située au point kilométrique (PK) 7,839 de la ligne de Chars à Magny-en-Vexin, entre les gares de Magny-en-Vexin et de Bouconvillers.

## Histoire
Cette ligne, qui se raccordait à Chars avec la ligne de Pontoise à Gisors-Embranchement, est concédée en 1865 et ouverte en août 1871. 
La ligne est fermée au trafic voyageurs en 1952 et au trafic marchandises en 1987.
Manquant de place à Valmondois, le musée des tramways à vapeur et des chemins de fer secondaires français devait déménager en 2009 et s'installer en gare de Nucourt avec l'aide du Conseil général du Val-d'Oise et du parc naturel régional du Vexin français. Le projet est abandonné en 2009 par l'association à la suite de changements de majorité et en raison d'un manque de soutien.

## Desserte de substitution
Une liaison par car reliant Chars à Magny-en-Vexin existe toujours.